# 창신고등학교
창신고등학교(昌信高等學校)는 대한민국 경상남도 창원시 마산회원구 봉암동에 위치한 사립 고등학교이다.
- 1908년 9월 15일 : 창신학교 개교(마산시 상남동) 초대 교장에 손안로(Adamson) 선교사 취임
- 1909년 8월 19일 : 사립창신학교 설립 인가(대한제국 융희 3년 학부대신) 초등과 4년제
- 1924년 5월 20일 : 호주 빅토리아주 장로교선교회에서 신축 교사 준공(창신학교 고등과, 호신학교 개편) 회원동 이전
- 1939년 7월 20일 : 신사참배 거부로 인한 일제의 탄압으로 폐교
- 1948년 5월 1일 : 재단법인 경남노회 기독교 교육학원 설립 인가, 창신중학교 설립 인가, 초대 이사장에 이순필 장로 취임
- 1951년 12월 23일 : 창신농업고등학교 설립 인가
- 1960년 2월 11일 : 창신고등학교로 학칙 변경
- 1967년 10월 3일 : 창신공업고등학교로 학칙 변경
- 1983년 12월 8일 : 창신고등학교로 학칙 변경(인문고)
- 1985년 8월 8일 : 재단 이사장 강병도 장로 취임
- 1990년 9월 1일 : 봉암동 신축 교사 이전
- 2004년 8월 1일 : 학교법인 창신기독학원으로 분리 인가
- 2010년 8월 1일 : 재단 이사장 강정묵 박사 취임
- 2022년 3월 1일 : 제27대 이상진 교장 취임
- 2023년 2월 7일 : 제70회(연101회) 졸업식(졸업생 누계 29,381명)

## 참고 자료
- 창신고등학교 - 한국교육학술정보원 학교알리미